# Wolpertswende
Wolpertswende település Németországban, azon belül Baden-Württembergben. Lakosainak száma 4153 fő (2023. december 31.). Wolpertswende Bad Waldsee és Baindt községekkel határos.

## Népessége
| Lakosok száma | 2429 | 2788 | 3010 | 3265 | 3472 | 3878 | 4044 | 4139 | 4066 | 4153 |
|               | 1961 | 1967 | 1974 | 1980 | 1987 | 1993 | 2000 | 2006 | 2013 | 2023 |